# Paulo Bento (ville)
Pour les articles homonymes, voir Paulo Bento et Bento (homonymie).
Paulo Bento est une municipalité du Nord-Ouest de l'État du Rio Grande do Sul faisant partie de la microrégion d'Erechim et située à 371 km au nord-ouest de Porto Alegre, capitale de l'État. Elle se situe à une latitude de 27° 42′ 06″ sud et à une longitude de 52° 25′ 34″ ouest, à une altitude de 750 mètres. Sa population était estimée à 2 090, pour une superficie de 148 km2. On y accède par la RS-211.
L'origine de la municipalité remonte à 1890, avec l'arrivée des frères Bento et Sousa, qui prirent possession des terres de la zone qui va du rio Cravo au Campo Erechim. En 1928, la commune fut planifiée avec de larges rues, conception qu'elle a gardée jusqu'alors. Un certain João Barbosa acquit des terres qui étendirent le territoire jusqu'à la limite avec Barão de Cotegipe. Sur celles-ci s'installèrent ensuite des colons allemands.
L'économie est basiquement primaire, étant principalement soutenue par les petites propriétés de cultures diversifiées. On y trouve aussi une industrie d'emballages de papier, de champignons.

## Villes voisines
- Ponte Preta
- Barão de Cotegipe
- Erechim
- Erebango
- Quatro Irmãos
- Jacutinga